# Otterå (Troms)
Otterå est une localité du comté de Troms, en Norvège.

## Géographie
Administrativement, Otterå fait partie de la kommune de Salangen.